# Rigoberto Guzmán
Rigoberto Guzmán   (Atiquizaya, 11 de juny de 1932 - El Salvador, 22 de juny de 2014) fou un futbolista salvadorenc de la dècada de 1950.
Fou internacional amb la selecció del Salvador.
Pel que fa a clubs, destacà a Juventud Olimpica Metalio.
Fou entrenador de la selecció d'El Salvador, i dels clubs Atlante San Alejo, Adler San Nicolás, Atlético Marte, Cojutepeque, Sonsonate, Lincoln i Maestranza.